# Sudan II
Sudan II ist ein synthetisch hergestellter, orangefarbener Azofarbstoff aus der Gruppe der Sudanfarbstoffe. Er kann durch Azokupplung von diazotiertem 2,4-Dimethylanilin mit 2-Naphthol dargestellt werden.

## Sicherheitshinweise
Die Internationale Agentur für Krebsforschung (IARC) stuft die Farbstoffe Sudan I–IV und Sudanrot 7B als Karzinogen der Gruppe 3 ein. Die in Gruppe 3 enthaltenen Substanzen werden als wahrscheinlich nicht krebsauslösend beim Menschen eingestuft.